# Friedrich Wilhelm Wallroth
Carl Friedrich Wilhelm Wallroth, auch Karl,  (* 13. März 1792 in Breitenstein im Harz; † 22. März 1857 in Nordhausen) war ein deutscher Arzt, Botaniker und Mykologe. Sein offizielles botanisches Autorenkürzel lautet „Wallr.“

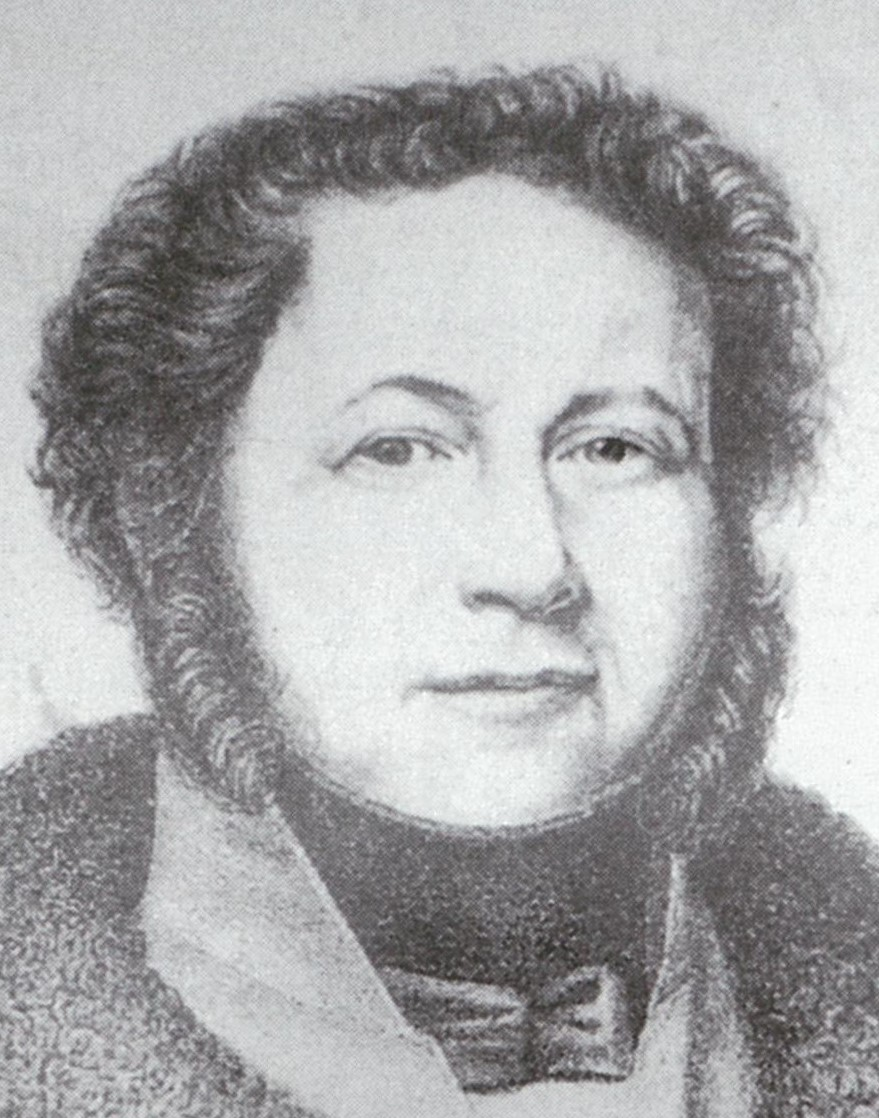
Friedrich Wilhelm Wallroth

## Leben
Geboren im Pfarrhaus von Breitenstein im Harz, verbrachte er dort und in Breitungen Kindheit und Jugend. Er wurde zunächst zu Hause von seinem Vater unterrichtet und besuchte von 1805 bis 1810 die Klosterschule Roßleben. Wallroth studierte ab 1810 in Halle Medizin, hört aber auch botanische Vorlesungen. Er promovierte 1815 in Göttingen zum Doktor der Medizin und Chirurgie. Wallroth eröffnete 1816 in Heringen/Helme eine Arztpraxis und wurde 1817 zum Amts- und Stadtphysikus ernannt. Ab 1822 war er Kreisphysikus in Nordhausen und ließ sich hier 1825 endgültig nieder.
Wallroth publizierte von 1812 bis 1844 über größere Gebiete der Botanik.
Wallroth ging 1855 in den Ruhestand; er starb zwei Jahre später. Sein umfangreiches Herbarium wurde nach seinem Tod in mehreren Einzelteilen verkauft. Ein großer Teil ging, zusammen mit einigen schriftlichen Materialien, an das Nationalmuseum in Prag.

## Ehrungen

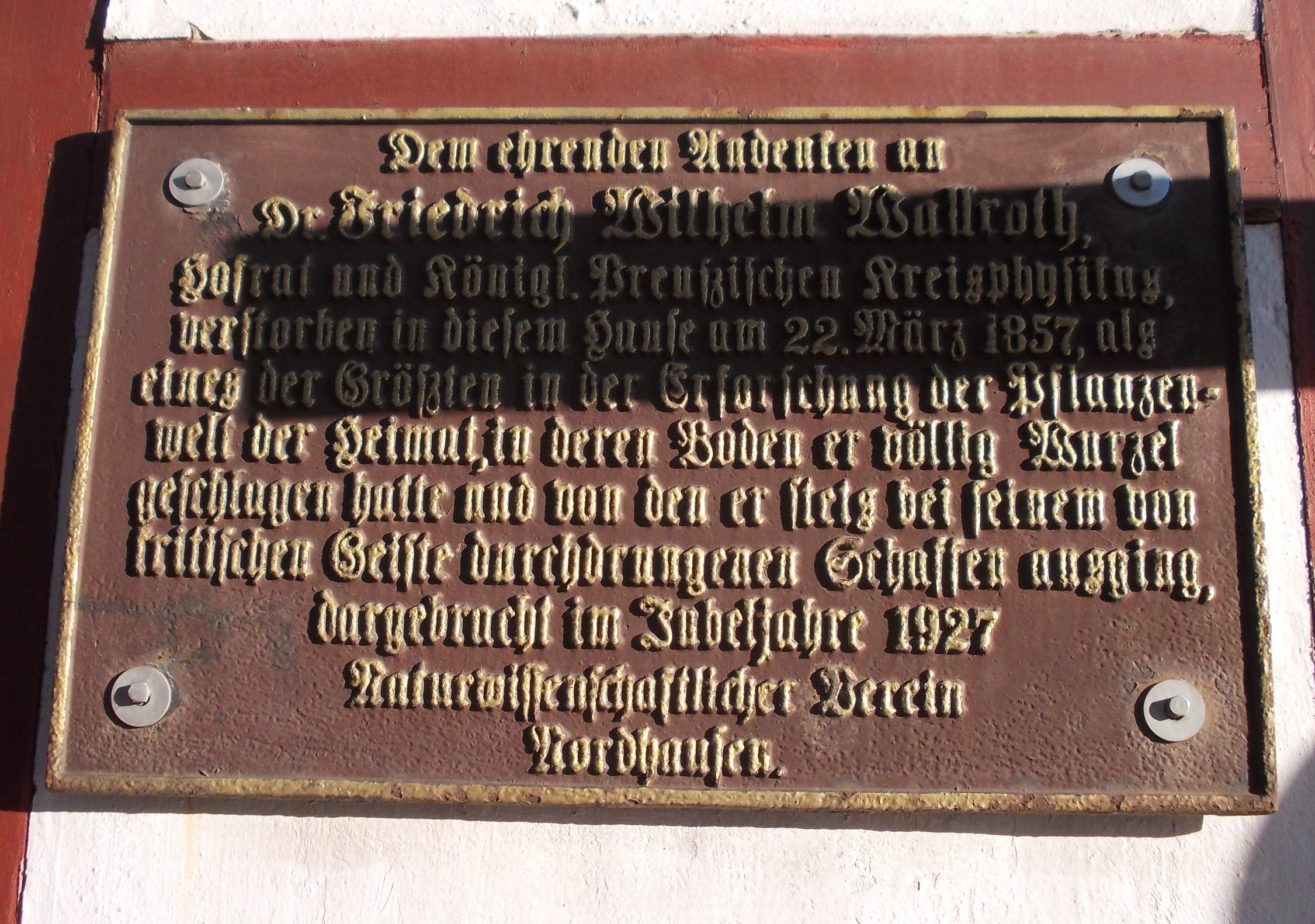
Gedenktafel am Sterbehaus von Wallroth in Nordhausen

Im Jahr 1823 wurde Wallroth zum Mitglied der Leopoldina gewählt, Beiname Leysser. Nach ihm sind die Pflanzengattungen Wallrothia Spreng. aus der Familie der Doldenblütler (Apiaceae) und Wallrothia Roth (Verbenaceae) benannt.
Kaiser Alexander I. ehrte ihn 1822 mit einem Brillantring; König Friedrich Wilhelm III. ernannte ihn 1836 zum Hofrat.
1858 setzten ihm Freunde eine Gedenksäule im sogenannten Gehege in Nordhausen. Der mit einem Pinienzapfen oben abschließende Sandsteinobelisk ist zwei Meter hoch und zeigt die mit Eichenlaub umkränzte Inschrift „Friderico | Guilelmo | Wallroth | Medicinae Doctori | Botanico Celeberrimo | Amici | MDCCCLVIII“.

## Nachweise
1. ↑  Den vollen Namen benutzte Wallroth (u. U. abgekürzt) nur in seinen frühen Jahren (wie in Geschichte des Obstes usw. Titelblatt); danach in offizieller Funktion immer „Friedrich Wilhelm W.“ (auch latinisiert und/oder abgekürzt); in etwas persönlicherer Funktion einfach „Friedrich W.“. Vgl. z. B. Rosae plantarum generis usw. Titelblatt und S. XII. In Briefen unterschrieb er gern mit „FWallroth“ oder „Fwallroth“ (vgl. Geiger S. 364, Abb. 5, und Pusch et al. S. 575).
(Viele deutsche Bibliotheken benutzen ein Konstrukt „Karl Friedrich Wilhelm W.“ als Normeintrag.)
2. ↑  Album der Schüler zu Kloster Roßleben von 1742 bis 1854. Halle 1854, S. 42.
3. ↑  Viele seiner Werke sind in Wikisource zusammengestellt.
4. ↑  Vgl. Wallroth’s Sammlungen 1858; Pusch et al. S. 574; Skočdopolová et al., besonders S. 6.
5. ↑  Geschichte der Kaiserlichen Leopoldino-Carolinischen deutschen Akademie der Naturforscher während des zweiten Jahrhunderts ihres Bestehens. Jena 1860, Nr. 1279.
6. ↑  Lotte Burkhardt: Eine Enzyklopädie zu eponymischen Pflanzennamen. Von Menschen & ihren Pflanzen. ISBN 978-3-946292-41-8, Berlin 2022. (PDF).
7. ↑  Barthel S. 256.
8. ↑  Flora oder allgemeine botanische Zeitung (19. Jg. II. Bd.) vom 14. Oktober 1836, S. 608.
9. ↑  Briefliche Bemerkungen über Wallroth sind abgedruckt in Friedrich Traugott Kützing 1807‒1893. Aufzeichnungen und Erinnerungen. Hrsg. R. H. Walther Müller und Rudolph Zaunick. Leipzig 1960, S. 233.
10. ↑  Werner Schroeter, Botaniker, Heimatforscher und Fachlehrer für Biologie. Abgerufen am 6. Januar 2023.

| Personendaten    | Personendaten                                                              |
| ---------------- | -------------------------------------------------------------------------- |
| NAME             | Wallroth, Friedrich Wilhelm                                                |
| ALTERNATIVNAMEN  | Wallroth, Carl Friedrich Wilhelm (vollständiger Name); Wallroth, Friedrich |
| KURZBESCHREIBUNG | deutscher Arzt, Botaniker und Mykologe                                     |
| GEBURTSDATUM     | 13. März 1792                                                              |
| GEBURTSORT       | Breitenstein im Harz                                                       |
| STERBEDATUM      | 22. März 1857                                                              |
| STERBEORT        | Nordhausen                                                                 |